# Gene Taylor (kontrabasista)
Gene Taylor, rodným jménem Calvin Eugene Taylor, (19. března 1929 Toledo – 22. prosince 2001 Sarasota) byl americký jazzový kontrabasista. Narodil se v ohijském Toledu, ale svou kariéru zahájil v Detroitu v Michiganu. V letech 1958 až 1963 spolupracoval s klavíristou Horacem Silverem a následně hrál v kvintetu Blue Mitchella. Během své kariéry spolupracoval s mnoha dalšími hudebníky, mezi něž patří například Eric Kloss, Nina Simone, Coleman Hawkins a Judy Collins. Rovněž se věnoval pedagogické činnosti. Zemřel roku 2001 ve věku 72 let.